# Эльмурзаев, Ибрагим
Ибраги́м Эльмурза́ев (род. 4 июня 1974, Урус-Мартан) — российский и чеченский штангист, призёр чемпионатов России, мастер спорта СССР международного класса. Тренировался в спортивном обществе «Динамо» города Грозного под руководством Вячеслава Михайловича Адаменко с 1986 года. В результате бомбардировки во время чеченской войны получил тяжёлое ранение, которое привело к инвалидности.

## Спортивные результаты
- 2-кратный чемпион России среди юниоров;
- 2-кратный чемпион Вооруженных Сил России;
- Чемпион Европы 1994 года среди юниоров, Рим, категория до 83 кг (160 + 190 = 350);
- Серебряный призёр чемпионата России 1993 года, категория 76 кг (160 + 187,5 = 347,5);
- Серебряный призёр чемпионата России 1994 года, категория 83 кг (167,5 + 192,5 = 360).